# Fjelldal
Fjelldal est une localité du comté de Nordland, en Norvège.

## Géographie
Administrativement, Fjelldal fait partie de la kommune de Tjeldsund.